# Xylographa soralifera
Xylographa soralifera är en lavart som beskrevs av Holien & Tønsberg. Enligt Catalogue of Life ingår Xylographa soralifera i släktet Xylographa,  och familjen Trapeliaceae, men enligt Dyntaxa är tillhörigheten istället släktet Xylographa,  och familjen Agyriaceae. Arten är reproducerande i Sverige. Inga underarter finns listade i Catalogue of Life.